# Malevil

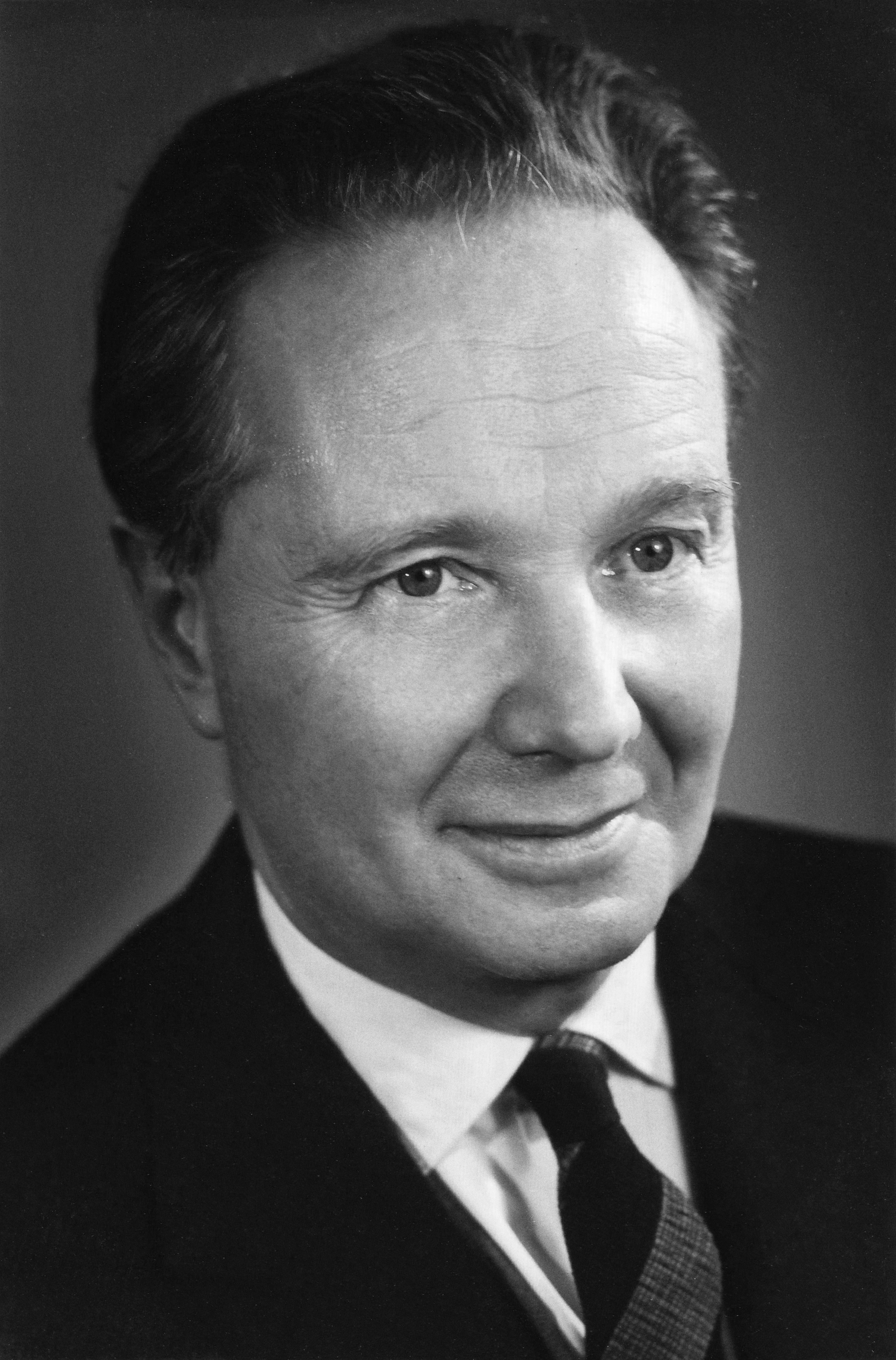
Robert Merle (1964)

Malevil (auch Malevil oder die Bombe ist gefallen) ist der Titel eines Romans des französischen Schriftstellers Robert Merle. Das Buch behandelt die Thematik eines Atomkriegs und des Überlebens in einer postapokalyptischen Welt.
Die erste deutsche Auflage erschien 1975 im Aufbau-Verlag mit einer Übersetzung aus dem Französischen von Eduard Zak und einem Nachwort des Romanisten Hans-Otto Dill.

## Handlung
Protagonist und Erzähler des Buches ist der französische Landwirt Emmanuel Comte, der in der Burg Malevil im südwestlichen Frankreich lebt. Emmanuel berichtet aus der Ich-Perspektive, am Ende eines Kapitels gibt es mehr oder weniger lange Einschübe von seinem Freund Thomas, der ebenfalls aus der Ich-Perspektive seine Meinung zu den Ereignissen darstellt, die oft im Gegensatz zu der von Emmanuel steht.
Während Comte im Weinkeller seinen Wein abzieht und mit seinen Freunden Meyssonnier, Peyssou, Colin und Thomas sowie seiner Haushälterin Menou und deren Sohn Momo über die kommende Bürgermeisterwahl im Ort Malejac spricht – sie wollen gemeinsam den gegenwärtigen Bürgermeister stürzen –, spüren sie die Auswirkungen einer sehr plötzlich auftretenden großen Hitze. Wie sich schnell herausstellt, haben Comte und seine Freunde nur aufgrund der geschützten Lage der Burg einen Angriff mit Kernwaffen überlebt. Während sie erkennen, dass das gesamte Umland mit allen Menschen und Tieren weitgehend vernichtet wurde, beginnen Comte und seine Begleiter mit dem Wiederaufbau und dem Leben in einer jetzt wieder „primitiven“ Welt. Comte schafft es mit seiner nahezu machiavellistischen „Politik“, die Gefährten zu einen und auf das Überleben einzuschwören. Dabei manipuliert er im Interesse der Gruppe im Laufe der Handlung immer wieder äußerst geschickt die einzelnen Mitglieder der Gemeinschaft.
Bald stellen sie fest, dass es weitere Überlebende gibt. Die Bewohner eines Bauernhofs in der Nähe versuchen ein Pferd zu stehlen. Während Peyssou den Acker pflügt, wird er niedergeschlagen. Emmanuel und Thomas folgen der Spur des Zugpferds zum Hof der „Höhlenmenschen“, einer Familie eigenbrötlerischer Bauern, die in einer natürlichen Höhle ihr Haus haben. Beide geraten in einen Hinterhalt und werden von einem Bogenschützen beschossen. Nach einem kurzen Feuergefecht ergibt sich der vermeintliche Schütze. Emmanuel ist jedoch misstrauisch; nach kurzem Verhör gibt Jaquet, der Schütze, zu, ein Ablenkungsmanöver zu sein. Während er die beiden beschäftigt, versucht sein Vater, sie zu umgehen und von hinten anzugreifen. Emmanuel kommt dem zuvor und erschießt den Vater. Jaquet, der vom Vater gezwungen wurde, das Pferd zu stehlen, soll zur Strafe zeitweise in Malevil festgehalten werden. Aus diesem Grund ziehen auch seine Stiefschwester Miette und deren Großmutter, die Falvine, in die Burg. Mit Miette als einziger Frau beginnt eine „Vielehe“, bei der die stumme Miette abwechselnd mit allen Männern schläft.
Bald beginnen auch Verteilungskämpfe mit marodierenden Plünderern um die verbliebenen Ressourcen. Momo wird getötet, als vollkommen verwahrloste und ausgehungerte Nomaden das Getreidefeld verwüsten. Aufgebracht eröffnen die restlichen Mitglieder der Gruppe das Feuer und töten die Plünderer. Die Gruppe nimmt das zum Anlass, ihre Verteidigung durch Bau einer Palisade vor der Burgmauer und Erhöhung der Burgmauer zu verbessern. Andererseits wird Emmanuel eine uneingeschränkte Kommandogewalt in Kriegszeiten zugebilligt. Ansonsten sollen alle Entscheidungen demokratisch getroffen werden.
Im Nachbarort La Roque hat der vermeintliche Priester Fulbert diktaturähnliche Zustände eingerichtet und unterdrückt die örtliche Bevölkerung. Miettes Schwester Catie und Eveline, ein Waisenmädchen, verlassen La Roque und integrieren sich ebenfalls in die Gemeinschaft Malevils. Fulbert versucht durch Entsendung eines von ihm ordinierten Priesters auch die Gemeinschaft in Malevil zu kontrollieren. Um das zu unterbinden, lässt sich Emmanuel zum Geistlichen von Malevil wählen und erteilt Fulbert eine Abfuhr.
Emmanuel beschließt nach kurzer Zeit, Fulbert aus der Stadt zu verjagen, um den Bürgern ihre Freiheit wiederzugeben. In der Nacht vor dem Angriff versuchen zwei Männer, die Palisade zu übersteigen. Extra dagegen ist jedoch eine Nachtwache in einem versteckten Bunker eingerichtet worden. Einer der Angreifer wird getötet, der andere gefangen genommen. Indem sie ihn verhören, erfährt die Gemeinschaft, dass eine brutale Räuberbande sich in der Stadt eingerichtet hat, offensichtlich mit Duldung und aktiver Mithilfe Fulberts. Ihr von den Banditen zwangsrekrutierter Gefangener will sich mit einem Freund in der nächsten Nacht der Gemeinschaft anschließen; das klappt auch. In der nächsten Nacht greifen die Banditen an. Trotz Übermacht der mit einer Panzerfaust bewaffneten Angreifer kann der erste Angriff zurückgeschlagen werden. Als sich die Banditen zurückziehen, reitet ein Teil der Gemeinschaft auf einem Waldweg zu einem Engpass in der Straße und nimmt die flüchtenden Banditen ins Kreuzfeuer. Der Hinterhalt gelingt, bis auf zwei werden alle Banditen getötet.
Emmanuel wird als angeblicher Gefangener der übergelaufenen ehemaligen Banditen in die Stadt eskortiert. Fulbert wird erzählt, dass der Banditenführer gleich nachkomme, Emmanuel solle schon verurteilt werden. Fulbert verurteilt Emmanuel in Gegenwart aller Stadtbewohner zum Tode. Als dann klar wird, dass Emmanuel der Sieger des Gefechtes ist, wird Fulbert von den rachsüchtigen Stadtbewohnern getötet.
Im Nachwort wird vom Tode Emmanuels berichtet, der an einer Blinddarmentzündung stirbt.

## Trivia
- Emmanuel Comte war, bevor er Pferdezüchter wurde, Lehrer – genau wie Robert Merle selbst.
- Auch sein Freund Meyssonnier hat eine Parallele zu Merle. Dieser ist Mitglied der Französischen Kommunistischen Partei, wie Merle es auch (zeitweise) war.
- „Die Falvine“ ist die Schwester des Schusters aus La Roque, Marcel Falvine. Menou ist wiederum die Cousine von Marcel und damit auch von der Falvine. Diese Tatsache wird erwähnt mit dem Kommentar „es wird zu klären sein, warum sich die beiden Cousinen nicht kannten“. Dieses Rätsel wird jedoch im ganzen Buch nicht aufgelöst. Ebenso wenig erfährt man den Vornamen der Falvine.
- Man könnte meinen, dass sich der Name aus „mal“ (französisch für schlecht)[1] und „evil“ (englisch für böse)[2] zusammensetzt. Allerdings ist „Maleville“ auch ein französischer Familienname.[3][4] Obwohl Malevil ein ausgedachter Name ist und die Burg ebenso fiktiv, ist die Schilderung der Umgebung der Burg nicht völlig aus der Luft gegriffen:
  - Fulbert gibt vor, in Cahors das Priesterseminar besucht zu haben, was mit der Lage in Südwestfrankreich korrespondiert.
  - Ortschaften mit Namensbestandteilen wie La Roque sind in Süd- und Südwestfrankreich häufig anzutreffen. Die Ortsnamen beziehen sich dann auf eine Lage an oder auf einem Felsen. Neben bekannteren Orten wie Rocamadour oder Roquefort sei insbesondere auf die Zusammenstellung unter La Roque verwiesen.
  - Ein Ort namens Malejac existiert in Frankreich nicht. Namen mit der Endung -ac sind jedoch in Südwestfrankreich sehr häufig.

## Rezeption
Malevil gewann 1974 den renommierten John W. Campbell Memorial Award for Best Science Fiction Novel.

## Verfilmung
Das Buch wurde 1981 unter der Regie von Christian de Chalonge mit Michel Serrault, Jacques Dutronc, Hanns Zischler und Jean-Louis Trintignant in den Hauptrollen verfilmt.

### Werk
- Robert Merle: Malevil. Éditions Gallimard, Paris 1972
- Robert Merle: Malevil. Aufbau-Verlag, Berlin und Weimar 1975

### Weiterführende Literatur
- Peter Kuon: Apokalypse und Abenteuer. Zur Trivialisierung apokalyptischer Rede in Robert Merles Roman Malevil oder Die Bombe ist gefallen (1972), in: Gunter E. Grimm / Werner Faulstich / Peter Kuon (Hrsg.), Apokalypse. Weltuntergangsvisionen in der Literatur des 20. Jahrhunderts. Suhrkamp Verlag, Frankfurt am Main 1986, ISBN 3-518-38567-4